# Tchibum TV
Tchibum TV é uma série de animação brasileira criada e exibida pela TV Rá-Tim-Bum em 2008.A atração é voltada para crianças de 6 a 9 anos.

## Sinopse
Tila e Nilo são dois peixinhos que apresentam o programa com a ajuda do curioso Siri Cutico, o câmera. Eles vão mostrar muitas informações legais sobre a vida no fundo do mar e na terra, visitando diferentes lugares.

## Personagens
Tila- Meiga e romântica ela é uma peixe-anjo rosada com um laço vermelho na cabeça e é muito inteligente, que apresenta o programa Tchibum TV junto com seu parceiro...
Nilo- Esperto, curioso e agitado.Ele é um peixe-palhaço laranja e tem listras roxas. Também é um tanto distraído e dispersivo, mas vive surpreendendo a Tila, pois sempre encontra uma saída para resolver seus problemas. 
Siri Cutico- É o cinegrafista (ou “siri-grafista”). Ele é um caranguejo míope (característica natural dos crustáceos reais) e só anda de lado. Como pode sair da água, é ele quem documenta as coisas de fora do mar,com uma câmera em sua carapaça. Fala pouco e é um tanto mal humorado.